# っポイ!
『っポイ！』は、やまざき貴子による日本の漫画。1991年に白泉社『LaLa』で連載を開始した。その後、『MELODY』に掲載誌を移して2010年10月号（8月28日発売）で最終回を迎えた。2010年8月時点で累計発行部数は960万部を記録している。1999年5月から6月放送で山下智久主演によりテレビドラマ化もされた。

## あらすじ
天野平は背が低く、見た目は女の子のような中学3年の男の子。しかし中身は根性があり負けず嫌いで男らしい。平と親友の万里を中心に中学3年の微妙な思春期の恋や受験の悩みを描く。コメディーからシリアスまで、さまざまなテーマを描く青春ストーリー。

## 登場人物
※ドラマ・ゲームのキャストは各項目を参照。

### 主要登場人物
天野 平（あまの たいら）
主人公。東第一中学3年。身長150cm（後に154cmに成長）。愛称：平（へー）。バスケ部所属。
悩みは容姿が「女の子っぽい」こと。そのため、女装をさせられてしまうことも…。しかし、容姿とは裏腹に正義感が強く物怖じしない男らしい面があり、初対面であろうが困っている人を放っておけない性格。考える前に行動に移してしまうタイプであるため、しょっちゅうトラブルを抱え込む。
なんでも出来る万里に追いつこうと努力している。背が大きくなりたくてバスケ部に入部。万里と同じ高校に行くため、猛勉強の末、志望校であった東聖高校に合格することができた。
雛姫のことが好きだが、万里も雛姫を好きだと思い込んでおり、複雑な心境を抱いている。
日下 万里（くさか ばんり）
東第一中学3年。身長176cm。愛称：万（ばん）ちゃん。バスケ部所属。
平の家の隣に住む幼馴染かつ親友。勉強・スポーツから家事に至るまで何でも器用にこなす「スーパーくん」。しかし裁縫は苦手。学校一のモテ男でファンクラブが存在するほど。しかし、幼馴染の平にも好きな人がいるのかどうか教えていない。
気配りができて人当たりはいいが、本心を素直にさらけ出さない性格であるため、平と衝突することも。
一ノ瀬 雛姫（いちのせ ひなき）
東第一中学3年。身長152cm。新体操部所属。
平のクラスメイト。赤面症で内気だったが、平の「前向けよ!」の一言をきっかけに、少しずつ前向きな性格に。
可愛らしい容貌とは裏腹に、ホラーなど怖いものが好きで、小説家「テンノオサム」のファンである。胸が小さいことを気にしている。
真とは親友の関係であるがともに平が好きであるため抜け駆けしないなどのルールを作っている。
相模 真（さがみ まこと）
東第一中学3年。身長165cm。剣道部所属。
平のクラスメイト。平が好きだが、極度のツンデレであるためなかなか態度に表せなかった。しかし、あるきっかけにより告白する。雛姫と並ぶ美少女。サバサバしていて面倒見はいいが、自分自身のことに関しては猪突猛進な面があり、周りをヒヤリとさせることも。雷が怖い。
花島田 英達（はなしまだ えいたつ）
東第一中学3年。身長174cm。バスケ部所属で主将。
目的のためなら人を巻き込むことも辞さないほど強引だが、ノリが良く面倒見もいいため、周りから頼りにされている。真が好きで、真を見るとどんな場所でも演説のような大声で愛の告白をする。
鷹丘 虎雄（たかおか とらお）
燕ノ巣中学3年。身長172cm。バスケ部主将。
花島田の幼馴染で、そのつてにより東第一中学とバスケの練習試合を組む。
平が男だとは知らず一目惚れし、それ以来、平の顔以上に好みの女の子が現れないため、悶々とした日々を過ごす。女子にもてるがそのせいで振ってばかりいる。また、それをネタに万里に遊ばれている。
平に思いを伝えているが、本気として受け取ってもらえていなかった。山で迷子になるエピソードで思いを強くぶつけたことで平もその思いを意識するようになった。

### クラスメート (3-D)

#### 男子
有元 学（ありもと まなぶ）
視力が悪く眼鏡を掛けている。出席番号2番であるがゆえに、平にどつかれたりぶつかられたりといった被害によく遭遇する。
木村 久志（きむら ひさし）
陸上部。平いわく『マブダチ』的存在。顔がクラスメートの新竹に似ている。アルバム委員で一儲けしようと常にカメラを持ち歩いている。
佐々木 文明（ささき ふみあき）
木村と仲が良く、同じ高校に進学することになった。雛姫に好意を寄せていてよく彼女をからかっていたのだが、その光景を見た平が佐々木の気持ちに気づいてしまい一時期衝突していた。27巻で雛姫に告白したことが発覚。
山本 透（やまもと とおる）
クラス委員長。眼鏡を掛けている。気が弱い草食系男子。
前山 翔司（まえやま しょうじ）
東聖高校志望。クラスメートの筒井と付き合っている。感動映画を見るとかなり泣く。初登場17巻。
鈴木 一路（すずき いちろ）
サッカー部。小学生の頃、朔と同じ学校だった。

##### 3バカ
男子の三島・馬場・鹿須賀の仲の良い3人が名字の頭文字を取って特にこう呼ばれている。全員が一ノ瀬雛姫ファンクラブメンバーで、新体操部所属。いつもつるんでいるからか表情・雰囲気が極度に似ている。
三島 三郎（みしま さぶろう）
3バカの一人。前髪を下ろしている。
馬場 二郎（ばば じろう）
3バカの一人。短髪。
鹿須賀 一郎（かすが いちろう）
3バカの一人。前髪を分けている。

#### 女子
井上 久々留（いのうえ くくる）
ちょっと軽い感じの女子。よく男子と制服を交換する（主に天野の女装時）。
桜井 行子（さくらい こうこ）
クラス副委員長。クラス男子からは「桜井女史」と呼ばれている。真面目ではきはきした性格。
新竹 緑（にいたけ みどり）
バレー部主将。明るい性格で木村と似ている。あだ名はニッケ。
筒井 めぐみ（つつい めぐみ）
前山と付き合っている。おとなしめの女の子。初登場17巻。

### 天野家
天野平の親族。父方の祖父から順に父、母、兄、平、妹と名前を続けると、「大正」「昭和」「平成」になっている。なお、父方の曾祖父は天野明（第2話の戸籍謄本で名前のみの登場）で、父方の祖母と合わせて「明治」となる。
天野 大（あまの ひろし）
平の父方の祖父。温和な性格の人格者である。
天野 治（あまの なお）
平の父方の祖母。イタズラ好きな性格である。「テンノオサム」というペンネームでホラー小説を書いている。
天野 正（あまの ただし）
平の父。郵政省（郵便局）に勤めている。コンピューターマニアで、自宅のパソコンで必死に何かの作業を行なったり、ゲームを作ったり、病院のコンピュータを勝手にいじったりする。
天野 昭（あまの あき）
平の母。ごく甘な主婦。元ミス白ユリ。
天野 和（あまの かず）
平の兄。高校3年生。幼少期、女児服を着せられた万里を女の子と信じ込み、「万里（マリ）ちゃん」が初恋の相手となった。今でも万里を見かけると「マリちゃん」に見えてしまい、追いかけることもある。トラブルで試験を受けられず、浪人することを決意。
天野 成（あまの なる）
平の妹。私立白ユリ女子中学に通う2年生。ボーイッシュで女子にもてるが本人は女の子らしくなりたいと思っている。万里が好き。

### 日下家
日下万里の親族。
日下 千歳（くさか ちとせ）
万里の父。海外に単身赴任中。親バカ。万里に送るFAXを毎日欠かさない。ゲームが下手でよく天野父にからかわれる。
日下 真理絵（くさか まりえ）
万里の母。子供服のデザイナーで忙しく仕事をしているためあまり家に帰らない。昔は万里に少女服を着せて遊んでいた。
万2（ばんつー）
真幸から預かっている猫。メス。本当の名前は真幸によってつけられた「万里」であるが、日下万里が嫌がり、日下家にいる間は「万里2」を略して「万2」と呼ばれる。昼間は天野家へ預けられている。

### 東第一中の教師
二下 一（にのした はじめ）
平・万里のクラスである3-Dの担任教師。柔道部顧問。生徒に理解があり好かれている。受験での平との「男の約束」により坊主頭にするハメになった。
渡辺 かよ子（わたなべかよこ）
3-Aの担任教師。二下先生の婚約者(付き合って3年目)。学校で二下先生に「かよ子さん」と呼ばれると怒るが、毎回呼ばれてしまっている。生徒にも「かよ子さん」と呼ばれている。
戸巣加（とすか）
3-Bの担任教師。担当は数学。宿題を出すのが大好きなため、生徒から「デビル戸巣加」と呼ばれている。
保科（ほしな）
3-Cの担任教師。バスケ部の顧問なのだが幽霊顧問である。校内イベントで賭け事をもちかけるのが楽しみ。

### 他の登場人物
来須 香南（くるす かなん）
東第一中学2年生。平のことが好きで告白するが、最終的には振られてしまう。成績は学年トップ。初登場9巻。
漸在 篤洋（ぜんざい あつひろ）
16歳。高校へは行かずにバイトをしながら生活をしている。父親の作った借金を返すために親類に頼らずに働き、異母弟である太良と共に暮らしている。初登場10巻。
漸在 太良（ぜんざい たいら）
篤洋の異母弟で幼稚園児。篤洋を「あっちゃ」と呼び慕っている。しかし、自分が篤洋の邪魔をしていると感じ、石で頭を殴ったり、安全ピンで手を引っかくなど、度々自分を傷つけてしまう。初登場10巻。
堀田 要（ほりた かなめ）
東第一中学3年A組。見た目はまるで女の子で性格も弱々しい男子。久我城にいじめられ不登校になるが、平に励まされ復帰した模様。初登場11巻。
久我城 良樹（くがじょう よしき）
東第一中学3年A組。クラス委員長。体の弱い兄がいる。「何でもできる人」「都合の良い人間」というレッテルを勝手に貼られ、プレッシャーを抱えている。教室でひそかに泣いていたところを堀田に見られ、笑われたことからいじめを開始。初登場11巻。
戸巣加 一己（とすか いちい）
大学生。ピザ屋でアルバイトをしている。東第一中学数学担当の戸巣加教諭の息子で数学が得意。平からは「イカレポンチ」と呼ばれている。平から恋愛や友情についての相談に乗る。初登場12巻。
鷹丘 龍二（たかおか りゅうじ）
虎雄の1歳上の兄。虎雄と見た目が似ている。従姉に惚れてしまった苦い初恋経験のせいで男子校に進学。ホモ嫌いなのだがホモに言い寄られてしまうことが度々ある。野球部でピッチャーをしている。
安西 泰（あんざい やすし）
龍二の同級生。関西弁。隣の女子高に彼女がいるが、人妻とも付き合いがあり小遣いを貰っている模様（肉体関係は無いらしい）。割に器用だが相手のために思ったことを言えない一面も。
大風 一夏（おおかぜ ちなつ）
東第二中学3年。幼馴染3人組のうちの2人がカップルになってしまい、あぶれた一夏は彼らを見返すためいい男を探すことに。東第一中に一時転校した際にいい男の見本のような万里に一目惚れし、万里もたじろぐ程の猛アタックを続けている。その姿が肉食獣に近く、よくトカゲの姿で描かれる（鷹丘の眼には何故かトカゲに見える）。雛姫にはイッカちゃんと呼ばれている。
顕上 真幸（けんじょう まさき）
燕ノ巣中学3年。万里の昔からの知人で平とは偶然に知り合う。家庭環境が複雑で、一時は悪い仲間と付き合っていた。白血病のため、猫の万2を万里に預け入院したが、弟の愛実の骨髄液を移殖し回復に向かう。後に退院、卒業した。身長161cmで、平と一緒に女の子扱いされることがある。
室生 朔（むろう さく）
諏訪中学3年。平よりはるかに背が高く、声も結構低い女子。制服を着ると可愛い女の子に見える。親から虐待を受けて殺されかけたり、親友にも裏切られ、人間不信になっていた。しかし平と万里に出会い打ち解けたことで、次第にわだかまりが溶けていく。現在は実家を出て寮暮らし。偶然出会った真と友達になり、雛姫・一夏とも仲良くなる。

## 書誌情報
- やまざき貴子『っポイ!』 白泉社〈花とゆめコミック〉、全30巻
  1. 1992年2月19日発売、ISBN 978-4-592-12582-2
  2. 1993年3月19日発売、ISBN 978-4-592-12782-6
  3. 1993年7月19日発売、ISBN 978-4-592-12783-3
  4. 1994年1月19日発売、ISBN 978-4-592-12784-0
  5. 1994年6月17日発売、ISBN 978-4-592-12785-7
  6. 1995年1月19日発売、ISBN 978-4-592-12786-4
  7. 1995年6月5日発売、ISBN 978-4-592-12787-1
  8. 1995年11月4日発売、ISBN 978-4-592-12788-8
  9. 1996年3月5日発売、ISBN 978-4-592-12789-5
  10. 1996年12月5日発売、ISBN 978-4-592-12790-1
  11. 1997年10月4日発売、ISBN 978-4-592-12791-8
  12. 1998年3月5日発売、ISBN 978-4-592-12792-5
  13. 1999年2月5日発売、ISBN 978-4-592-12793-2
  14. 1999年7月5日発売、ISBN 978-4-592-12794-9
  15. 2000年1月7日発売、ISBN 978-4-592-12795-6
  16. 2000年5月2日発売、ISBN 978-4-592-17676-3
  17. 2001年1月6日発売、ISBN 978-4-592-17677-0
  18. 2001年6月5日発売、ISBN 978-4-592-17678-7
  19. 2002年3月5日発売、ISBN 978-4-592-17679-4
  20. 2002年10月5日発売、ISBN 978-4-592-17680-0
  21. 2003年2月5日発売、ISBN 978-4-592-17681-7
  22. 2003年5月2日発売、ISBN 978-4-592-17682-4
  23. 2004年2月5日発売、ISBN 978-4-592-17683-1
  24. 2004年6月5日発売、ISBN 978-4-592-17684-8
  25. 2007年12月5日発売、ISBN 978-4-592-17685-5
  26. 2008年7月5日発売、ISBN 978-4-592-17686-2
  27. 2009年7月3日発売、ISBN 978-4-592-17687-9
  28. 2010年2月5日発売、ISBN 	978-4-592-17688-6
  29. 2010年11月5日発売、ISBN 978-4-592-17689-3
  30. 2010年11月5日発売、ISBN 978-4-592-17690-9
- やまざき貴子『カードギャラリー やまざき貴子』白泉社〈白泉社カードギャラリー〉、全2巻 
  1. 1992年12月発売、ISBN 978-4-592-72025-6
  2. 1997年10月発売、ISBN 978-4-592-72038-6
- やまざき貴子『やまざき貴子画集『っポイ！』』白泉社、全1巻、2003年5月2日発売、ISBN 978-4-592-73209-9

## ドラマ
日本テレビ系で1999年5月9日〜1999年6月27日放送。全8話。日本テレビでは日曜昼11:40〜12:00に放送された。VHS・DVDの発売はされていない。
- 天野平：山下智久
- 日下万里：相葉雅紀
- 相模真：吹石一恵
- 一ノ瀬雛姫：前田亜季
- 花島田英達：古屋暢一
- 鷹丘虎雄：高橋譲
- 三島：長谷部隼
- 馬場：上里亮太
- 鹿須賀：中丸雄一
- 村田：赤西仁（第2話）

| 日本テレビ系 日曜朝11:40 - 12:00枠    | 日本テレビ系 日曜朝11:40 - 12:00枠 | 日本テレビ系 日曜朝11:40 - 12:00枠    |
| 前番組                                | 番組名                             | 次番組                                |
| ------------------------------------- | ---------------------------------- | ------------------------------------- |
| 熱血恋愛道 （1999年1月10日 - 5月2日） | っポイ! （1999年5月9日 - 6月27日） | 怖い日曜日 （1999年7月4日 - 9月26日） |

## ゲーム
アイディアファクトリー（オトメイト）より、2008年7月17日にPlayStation 2用ソフト『「っポイ!」 ひと夏の経験!?』が発売。ジャンルは乙女ゲームとなっている。
キャスト
- 天野平：下野紘[2]
- 日下万里：緑川光[2]
- 一ノ瀬雛姫：堀江由衣[2]
- 花島田英達：千葉進歩[2]
- 相模真：斎賀みつき[2]
- 鷹丘虎雄：岩田光央[2]
- 大風一夏：升望[2]
- 室生朔：村椿玲子[2]

## ドラマCD
過去に数度、『LaLa』および『メロディ』の応募者全員サービスCDとしてドラマCD化されている他、ゲーム予約特典としてもゲーム内キャストによるドラマCDが製作されている。全て非売品。
- LaLaオリジナルドラマCD「っポイ!」ゲンキCD[3] - LaLa2001年
- 「っポイ!」GO!GO!ドラマCD[4] - メロディ2003年12月号

出演：伊藤実華、久我未来、千葉進歩、岩田光央
- 「っポイ!」WAKU-WAKUドラマCD[5] - メロディ2004年6月号
- 「っポイ!」ひと夏の経験!? 予約特典ドラマCD[2] - アイディアファクトリー2008年7月
- っポイ! 限定版ドラマCD「前向きランナウェイ」- アイディアファクトリー2008年7月